# Windermere (Floryda)
Windermere – miasto w Stanach Zjednoczonych, w stanie Floryda, w hrabstwie Orange.